# Trichardopsis richteri
Trichardopsis richteri är en tvåvingeart som beskrevs av H. Oldroyd 1958. Trichardopsis richteri ingår i släktet Trichardopsis och familjen rovflugor. Inga underarter finns listade i Catalogue of Life.